# Шаламанов, Велизар
Велизар Матеев Шаламанов (болг. Велизар Матеев Шаламанов; род. 24 декабря 1961, Карлово, Пловдивской области) — болгарский государственный и политический деятель, Министр обороны Болгарии (2014), педагог, доктор наук (1991).

## Биография
Окончил математическую среднюю школу в Пловдиве и училище ВВС в Долна-Митрополия (1984) по специальности радиотехника. В 1995 году — Военную академию в Софии по специальности оперативно-тактическое управление. Также учился в Европейском центре исследований безопасности им. Джорджа Маршалла.
В 1991 году защитил докторскую диссертацию по кибернетике в Киевском университете, с 1998 года — доцент кафедры систем автоматического управления. Читал лекции, среди прочего, в Софийском университете и Университете национального и мирового хозяйства.
С 1984 по 1998 год — кадровый офицер болгарской армии. Позже работал, среди прочего, в качестве директора программ и руководителя отдела научных учреждений и советника по безопасности президента Болгарской академии наук. С 2009 года — директор по сотрудничеству между странами в Агентстве консультаций, командования и контроля НАТО, в 2013—2017 годах — директор этого агентства. Работал в консультативных советах и советах международных организаций безопасности.
В 1998—2001 годах работал заместителем министра обороны Болгарии по военной политике, планированию и интеграции, позже входил в руководство государственной оружейной компании Teream EAD. Был одним из авторов программы «План 2004», направленной на модернизацию болгарской армии, в том числе: в плане вступления Болгарии в НАТО.
С августа по ноябрь 2014 года занимал должность министра обороны в правительстве Георгия Близнашки. Позже в 2017 году стал членом партии «Да, Болгария!» Христо Иванова, ответственным за вопросы обороны страны.
Избирался депутатом Народного собрания Болгарии.